# ビル・フリゼール
ビル・フリゼール（Bill Frisell、1951年3月18日 - ）は、アメリカ合衆国メリーランド州出身のギタリストである。

## 来歴
ビル・フリゼールはメリーランド州ボルチモアに生まれたが、幼少期の大部分をコロラド州デンヴァーで過ごし、クラリネットを演奏していた。父親はベーシスト。
ノーザン・コロラド大学で音楽を学んだ後、ボストンのバークリー音楽大学に入学。大学ではジム・ホールに師事した。その後、パット・メセニーの推薦によりポール・モチアンのECMレコードにおけるリーダー作品『プサルム』（1982年）に参加した。このときの演奏が認められて翌年、ECMからソロ・デビュー作品『イン・ライン』をリリースした。
映画音楽では、『小説家を見つけたら』（2000年）や『ミリオンダラー・ホテル』（2000年）のサウンドトラックに参加した。
2004年発表のアルバム『アンスピーカブル』は第47回グラミー賞の最優秀コンテンポラリー・ジャズ・アルバム賞を受賞し、初のグラミー賞をもたらした。

## ディスコグラフィ

### ソロ・アルバム
- 『イン・ライン』 - In Line (1983年、ECM)
- 『ランブラー』 - Rambler (1984年、ECM)
- 『ルックアウト・フォー・ホープ』 - Lookout for Hope (1987年、ECM)
- 『ビフォア・ウィ・ワー・ボーン』 - Before We Were Born (1989年、Nonesuch)
- 『イズ・ザット・ユー?』 - Is That You? (1990年、Nonesuch)
- 『ホエア・イン・ザ・ワールド?』 - Where in the World? (1991年、Nonesuch)
- 『ハヴ・ア・リトル・フェイス』 - Have a Little Faith (1992年、Nonesuch)
- 『ディス・ランド』 - This Land (1994年、Nonesuch)
- 『バスター・キートンを聴け！(その壱) 《キートンの西部成金》』 - Go West: Music for the Films of Buster Keaton (1995年、Nonesuch)
- 『バスター・キートンを聴け！(その弐) 《ハイ・サイン》《文化生活一週間》』 - The High Sign/One Week|The High Sign/One Week: Music for the Films of Buster Keaton (1995年、Nonesuch)
- 『ライヴ!』 - Live (1995年、Gramavision)
- 『カルテット』 - Quartet (1996年、Nonesuch)
- 『ナッシュビル』 - Nashville (1997年、Nonesuch)
- 『ゴーン、ジャスト・ライク・ア・トレイン』 - Gone, Just Like a Train (1998年、Nonesuch)
- 『グッド・ドッグ、ハッピー・マン』 - Good Dog, Happy Man (1999年、Nonesuch)
- 『ゴースト・タウン』 - Ghost Town (2000年、Nonesuch)
- 『ブルース・ドリーム』 - Blues Dream (2001年、Nonesuch)
- 『ビル・フリゼール with デイヴ・ホーランド and エルヴィン・ジョーンズ』 - With Dave Holland and Elvin Jones (2001年、Nonesuch)
- 『ザ・ウィリーズ』 - The Willies (2002年、Nonesuch)
- 『ジ・インターコンチネンタルズ』 - The Intercontinentals (2003年、Nonesuch)
- 『アンスピーカブル』 - Unspeakable (2004年、Nonesuch)
- Richter 858 (2005年、Songlines)
- 『イースト/ウエスト』 - East/West (2005年、Nonesuch)
- Further East/Further West (2005年、Nonesuch)
- Bill Frisell, Ron Carter, Paul Motian (2006年、Nonesuch) ※with ロン・カーター、ポール・モチアン
- History, Mystery (2008年、Nonesuch)
- Disfarmer (2009年、Nonesuch)
- 『ビューティフル・ドリーマーズ』 - Beautiful Dreamers (2010年、Savoy Label Group)
- Sign Of Life (2011年、Savoy Label Group)
- All We Are Saying (2011年、Savoy Label Group)
- Silent Comedy (2013年、Tzadik)
- 『ビッグ・サー』 - Big Sur (2013年、Master Works)
- 『ギター・イン・ザ・スペース・エイジ』 - Guitar in the Space Age! (2014年、Okeh)
- 『星に願いを』 - When You Wish Upon a Star (2016年、Okeh)
- 『ミュージック・イズ』 - Music IS (2018年、Okeh)
- 『ハーモニー』 - Harmony (2019年、Bluenote)
- 『ヴァレンタイン』 - Valentine (2020年、Bluenote)

### コンピレーション・アルバム
- Works (1988年、ECM)
- 『aコレクション』 - A-Collection (2000年、WEA)
- 『ECM 24-bit ベスト・セレクションズ』 - Rarum: Selected Recordings of Bill Frisell (2002年、ECM)
- The Best of Bill Frisell, Vol. 1 - Folk Songs (2009年、Nonesuch)

### コラボレーション・アルバム
- Theoretically (1984年、Empire) ※with ティム・バーン
- 『スマッシュ&スキャッターレイション』 - Smash & Scatteration (1985年、Minor Music) ※with ヴァーノン・リード
- 『ストレンジ・ミーティング』 - Strange Meeting (1987年、Antilles) ※パワー・トゥールズ名義、with メルヴィン・ギブス、ロナルド・シャノン・ジャクソン
- 『ニュース・フォー・ルル』 - News for Lulu (1988年、hat Hut) ※with ジョン・ゾーン、ジョージ・ルイス
- More News for Lulu (1992年、hat Hut) ※1989年録音。with ジョン・ゾーン、ジョージ・ルイス
- 『峠の我が家』 - Just So Happens (1994年、Postcards) ※with ゲイリー・ピーコック
- Going Back Home (1994年、Atlantic) ※with ジンジャー・ベイカー、チャーリー・ヘイデン（ジンジャー・ベイカー・トリオ）
- American Blood/Safety in Numbers (1995年、Intuition) ※with ヴィクター・ブルース、ブライアン・エイルズ
- 『ディープ・デッド・ブルー』 - Deep Dead Blue (1995年、Nonesuch) ※with エルヴィス・コステロ
- Falling Off The Roof (1996年、Atlantic) ※ジンジャー・ベイカー・トリオ
- Motion Pictures (1997年、Intuition) ※with マイケル・ホワイト
- Songs We Know (1998年、Nonesuch) ※with フレッド・ハーシュ
- 『ペトラ・ヘイデン&ビル・フリゼール』 - Petra Haden and Bill Frisell (2003年、True North) ※with ペトラ・ヘイデン
- The Elephant Sleeps But Still Remembers (2006年、Golden Beams) ※with ジャック・ディジョネット
- 『フローラトーン』 - Floratone (2007年、Blue Note) ※with マット・チェンバレン、リー・タウンゼンド、タッカー・マーティン
- Hemispheres (2008年、ArtistShare) ※with ジム・ホール
- Floratone II (2012年、Savoy) ※with マット・チェンバレン、リー・タウンゼンド、タッカー・マーティン
- Lágrimas Mexicanas (2011年、Naïve) ※with ヴィニシウス・カントゥアリア
- Enfants Terribles (2012年、Half Note]) ※with リー・コニッツ、ゲイリー・ピーコック、ジョーイ・バロン
- Small Town (2017年、ECM) ※with トーマス・モーガン